# Michael Bredl
Michael Bredl (* 24. Dezember 1915; † 1999 in Hindelang) war ein deutscher Volksmusiker.

## Leben
Bredl stammte aus einer kinderreichen musikalischen Familie aus dem Bayerischen Wald. Bei einem Gesangswettbewerb lernte er im Alter von 16 Jahren Paul Kiem kennen, mit dem ihn eine lebenslange Freundschaft verband. Bredl beherrschte mehrere Saiteninstrumente, unter anderem die Zither.
Nach dem Krieg war Bredl Lehrer in Eggenthal bei Kaufbeuren, ab 1957 dann in Hindelang.
Sowohl in Eggenthal wie auch in Hindelang entstanden auf seine Initiative hin Sing- und Volksmusikschulen. Auf Anregung von Hermann Regner und dem Heimatpfleger von Schwaben, Alfred Weitnauer widmete er sich dem alten Hirteninstrument Alphorn. Es gelang ihm, die Tradition des Alphornblasens im Allgäu und angrenzenden Gebieten wiederzubeleben.
Im Jahr 1965 wurde er deshalb als erster hauptamtlicher Volksmusikpfleger in Bayern für den Bezirk Schwaben eingesetzt. In mehreren Veröffentlichungen legte er altes, von ihm wiederentdecktes und eigenes Lied- und Musiziergut vor. Aus diesem Volksmusikarchiv entstand schließlich die Volksmusikberatungsstelle in Krumbach (Schwaben). Im Jahr 1973 erhielt er den Ehrentaler des Heimatbundes Allgäu und am 1. Februar 1977 das Bundesverdienstkreuz am Bande.